# FAFL Division II 2017
La FAFL Division II 2017 è stata la 2ª edizione del campionato di football americano di secondo livello, organizzato dalla FAFL.

## Squadre partecipanti
| Club             | Città            | Stadio | Sponsor ufficiale | Risultato nella stagione 2016 |
| ---------------- | ---------------- | ------ | ----------------- | ----------------------------- |
| Izegem Tribes    | Izegem           |        |                   |                               |
| Leuven Lions     | Lovanio          |        |                   |                               |
| Limburg Shotguns | Beringen         |        |                   |                               |
| Waasland Wolves  | Sint-Gillis-Waas |        |                   |                               |

## Stagione regolare

### Calendario

#### 1ª giornata
| Beverlo 19 febbraio 2017, ore 12:00 | Izegem Tribes | 8 – 13 | Leuven Lions |  |

| Beverlo 19 febbraio 2017, ore 15:00 | Limburg Shotguns | 44 – 0 | Waasland Wolves |  |

#### 2ª giornata
| Stekene 26 febbraio 2017, ore 12:00 | Limburg Shotguns | 26 – 6 | Leuven Lions |  |

| Stekene 26 febbraio 2017, ore 15:00 | Waasland Wolves | 0 – 32 | Izegem Tribes |  |

#### 3ª giornata
| Izegem 12 marzo 2017, ore 12:00 | Leuven Lions | 39 – 6 | Waasland Wolves |  |

| Izegem 12 marzo 2017, ore 15:00 | Izegem Tribes | 6 – 33 | Limburg Shotguns |  |

#### 4ª giornata
| Korbeek-Lo 26 marzo 2017, ore 12:00 | Waasland Wolves | 0 – 50 | Limburg Shotguns |  |

| Korbeek-Lo 26 marzo 2017, ore 15:00 | Leuven Lions | 20 – 28 | Izegem Tribes |  |

#### 5ª giornata
| Beverlo 9 aprile 2017, ore 14:00 | Limburg Shotguns | 34 – 12 | Izegem Tribes |  |

#### 6ª giornata
| Stekene 23 aprile 2017, ore 14:00 | Waasland Wolves | 8 – 47 | Leuven Lions |  |

#### 7ª giornata
| Izegem 7 maggio 2017, ore 14:00 | Izegem Tribes | 50 – 0 (d.g.s.) | Waasland Wolves |  |

#### 8ª giornata
| Korbeek-Lo 21 maggio 2017, ore 14:00 | Leuven Lions | 25 – 16 | Limburg Shotguns |  |

### Classifica
La classifica della regular season è la seguente:
- PCT = percentuale di vittorie, G = partite giocate, V = partite vinte,  P = partite perse, PF = punti fatti, PS = punti subiti

| Pos. | Squadra          | PCT  | G | V | N | P | PF  | PS  |
| ---- | ---------------- | ---- | - | - | - | - | --- | --- |
| 1    | Limburg Shotguns | .833 | 6 | 5 | 0 | 1 | 203 | 49  |
| 2    | Leuven Lions     | .667 | 6 | 4 | 0 | 2 | 150 | 92  |
| 3    | Izegem Tribes    | .500 | 6 | 3 | 0 | 3 | 136 | 100 |
| 4    | Waasland Wolves  | .000 | 6 | 0 | 0 | 6 | 14  | 262 |

## Playoff e playout

### Tabellone
|  | Semifinali | Semifinali       | Semifinali |               |   | FAFL Bowl        | FAFL Bowl | FAFL Bowl |  |
|  |            |                  |            |               |   |                  |           |           |  |
|  | 1          | Limburg Shotguns | 50         |               |   |                  |           |           |  |
|  | 1          | Limburg Shotguns | 50         |               |   |                  |           |           |  |
|  | 4          | Waasland Wolves  | 0 d.g.s.   |               |   |                  |           |           |  |
|  | 4          | Waasland Wolves  | 0 d.g.s.   |               | 1 | Limburg Shotguns | 22        |           |  |
|  |            |                  |            |               | 1 | Limburg Shotguns | 22        |           |  |
|  |            |                  | 3          | Izegem Tribes | 0 |                  |           |           |  |
|  | 3          | Izegem Tribes    | 3          | Izegem Tribes | 0 | 15               |           |           |  |
|  | 3          | Izegem Tribes    |            |               |   |                  |           |           |  |
|  | 2          | Leuven Lions     | 14         |               |   |                  |           |           |  |

### Semifinali
| 4 giugno 2017, ore 14:00 | Limburg Shotguns | 50 – 0 (d.g.s.) | Waasland Wolves |  |

| 4 giugno 2017, ore 14:00 | Leuven Lions | 14 – 15 | Izegem Tribes |  |

### I FAFL Bowl
| Beringen 10 giugno 2017, ore 19:00 | Limburg Shotguns | 22 – 0 | Izegem Tribes |  |

## I FAFL Bowl

### Playoff
| Beringen 25 giugno 2017, ore 14:00 | Limburg Shotguns | - – - | Antwerp Argonauts |  |

## Verdetti
- Limburg Shotguns Vincitori della FAFL DII 2017